# Bachir Belloumi
Mohamed Bachir Belloumi (in arabo محمد البشير بلومي‎?; Mascara, 1º giugno 2002) è un calciatore algerino, attaccante dell'Hull City.

## Biografia
È figlio dell'ex calciatore algerino Lakhdar Belloumi.

## Carriera

### Club
Giovanili
Cresciuto nel settore giovanile del GC Mascara, nel 2020 viene acquistato dal MC Oran; debutta il 16 gennaio 2021 in occasione dell'incontro di Ligue 1 pareggiato 1-1 contro il CR Belouizdad.
Farense
Il 27 febbraio 2022 viene ingaggiato dal Farense. Dopo una stagione in under 23 seguita da 6 goal e 1 assist, viene aggregato alla prima squadra portoghese. Il 26 agosto 2023 segna il suo primo goal nella vittoria contro il Chaves per 5-0. Il 16 settembre successivo segna una rete nella vittoria contro il Braga per 3-1. Termina la stagione con 7 goal e 4 assist in 33 presenze di Primeira Liga.
Hull City
Il 30 agosto 2024 passa al Hull City per 5,5 milioni di euro. Il 28 settembre successivo segna un doppietta nella vittoria contro il Cardiff City per 4-1.

### Nazionale
Ha giocato nella nazionale algerina Under-20.

## Statistiche
Statistiche aggiornate al 10 dicembre 2021.

### Presenze e reti nei club
| Stagione        | Squadra         | Campionato      | Campionato | Campionato | Coppe nazionali | Coppe nazionali | Coppe nazionali | Coppe continentali | Coppe continentali | Coppe continentali | Altre coppe | Altre coppe | Altre coppe | Totale | Totale | Totale |
| Stagione        | Squadra         | Comp            | Pres       | Reti       | Comp            | Pres            | Reti            | Comp               | Pres               | Reti               | Comp        | Pres        | Reti        | Pres   | Reti   |        |
| --------------- | --------------- | --------------- | ---------- | ---------- | --------------- | --------------- | --------------- | ------------------ | ------------------ | ------------------ | ----------- | ----------- | ----------- | ------ | ------ | ------ |
| 2020-2021       | MC Oran         | L1              | 28         | 3          | CA              | 3               | 0               |                    | -                  | -                  |             | -           | -           | 31     | 3      |        |
| Totale carriera | Totale carriera | Totale carriera | 28         | 3          |                 | 3               | 0               |                    | -                  | -                  |             | -           | -           | 31     | 3      |        |